# Huadong, Guangdong
Huadong (kinesiska: 花东) är en köping i sydöstra Kina. Den ligger i stadsdistriktet Huadu i provinshuvudstaden Guangzhou i provinsen Guangdong, omkring 34 kilometer norr om centrala Guangzhou. Antalet invånare är 118 736. Befolkningen består av 57 340 kvinnor och 61 396 män. Barn under 15 år utgör 14,0 %, vuxna 15-64 år 78 %, och äldre över 65 år 7,0 %.